# Dangerous Flowers : Espionnes de charmes
Pour plus de détails, voir Fiche technique et Distribution.
Dangerous Flowers : Espionnes de charmes (ไฉไล, Chai lai) est un film thaïlandais réalisé par Poj Arnon, et sorti en 2006.

## Synopsis
Cinq drôles de dames, Rose, Lotus, Hibiscus, Poysien et Spadix, des espionnes de charme, sont chargées de protéger une petite fille, Miki, et son secret…

## Fiche technique
- Titre : Dangerous Flowers : Espionnes de charmes
- Titre original : ไฉไล (Chai lai)
- Autre titre : Chai-Lai : Espionnes de charme ; Chai-Lai : Dangerous Flowers[1]
- Réalisation : Poj Arnon
- Société de distribution : Sahamongkol Film International[2]
- Scénario : Poj Arnon
- Musique : Giant Wave
- Photographie : Panya Nimchareopong
- Montage : Sunij Asavinikul et Muenfan Uppatham
- Production : Somsak Techaratanaprasert (producteur délégué)
- Société de production : Film Guru, Sahamongkol Film International et WR Universal Group
- Pays :  Thaïlande
- Format : Couleur
- Genre : Action, comédie[3] et espionnage
- Durée : 101 minutes
- Dates de sortie : 
  - Thaïlande  : 26 janvier 2006

## Distribution
- Petchtai Wongkamlao (thaï : เพ็ชรทาย วงษ์คำเหลา) : Le chef des services secrets
- Bongkoj Khongmalai (บงกช คงมาลัย) : Nom de code :Rose (ดอกกุหลาบ)
- Supaksorn Chaimongkol (Supakson Chaimongkol / ศุภักษร ไชยมงคล) : Nom de code : Lotus (ดอกบัว)
- Jintara Poonlarp (จินตหรา พูนลาภ) : Nom de code : Hibiscus (ดอกชบา)
- Kessarin Ektawatkul (เกศริน เอกธวัชกุล) : Nom de code : Poysien (ดอกโป๊ยเซียน)
- Bunyawan Pongsuwan (บุญญาวัลย์ พงษ์สุวรรณ / ส้มเช้ง สามช่า) : Nom de code : Spadix (ดอกหน้าวัว)
- Krit Sripoomsed (กฤษณ์ ศรีภูมิเศรษฐ์) : Le jeune policier Chen
- Nawarat Taecharatansprasert (นวรัตน์ เตชะรัตนประเสริฐ / เกรซ) : Miki, la petite fille
- Nithichai Yotamornsunthorn (นิธิชัย ยศอมรสุนทร รับบทเป็น) : Dragon (มังกร)
- Pomnapra Theptinnakorn (พรนภา เทพทินกร) : Mei Ling
- Wannasak Siriian : King Kong
- Sarinee Kaewtanong : Kattaleen